# Die andere Heimat – Chronik einer Sehnsucht
Die andere Heimat – Chronik einer Sehnsucht (em português: A outra pátria - Crônica de uma saudade) é um filme de Edgar Reitz do ano de 2013. O filme foca a metade do século XIX e uma das ondas de emigração da Alemanha para o sul do Brasil. A ação se passa nos anos 1840-1844 e centra-se em um garoto de uma aldeia (meio rural, da regiäo de Hunsrück, na Renânia-Palatinado) que sonha em emigrar para começar uma nova vida, em meio à fome e devastacao da sua pátria.
A Outra Pátria é o quarto filme da sequenquência de filmes épicos do diretor Edgar Reitz composta por „Heimat - eine deutsche Chronik“, „Die Zweite Heimat – Chronik einer Jugend“ e „Heimat 3 – Chronik einer Zeitenwende“ .
O filme é majoritariamente em preto-e-branco, mas há algumas sequências em cores.

## Elenco
- Jan Schneider como Jakob Simon;
- Marita Breuer como Margarethe Simon;
- Julia Prochnow como Hebamme Sophie Gent;
- Konstantin Buchholz como Junger Freiherr;
- Maximilian Scheidt como Gustav Simon;
- Mélanie Fouché como Lena Zeitz;
- Werner Herzog como Alexander von Humboldt.